# Villanueva de Carazo
Villanueva de Carazo – gmina w Hiszpanii, w prowincji Burgos, w Kastylii i León, o powierzchni 7,38 km². W 2011 roku gmina liczyła 32 mieszkańców.